# Comte de Southampton

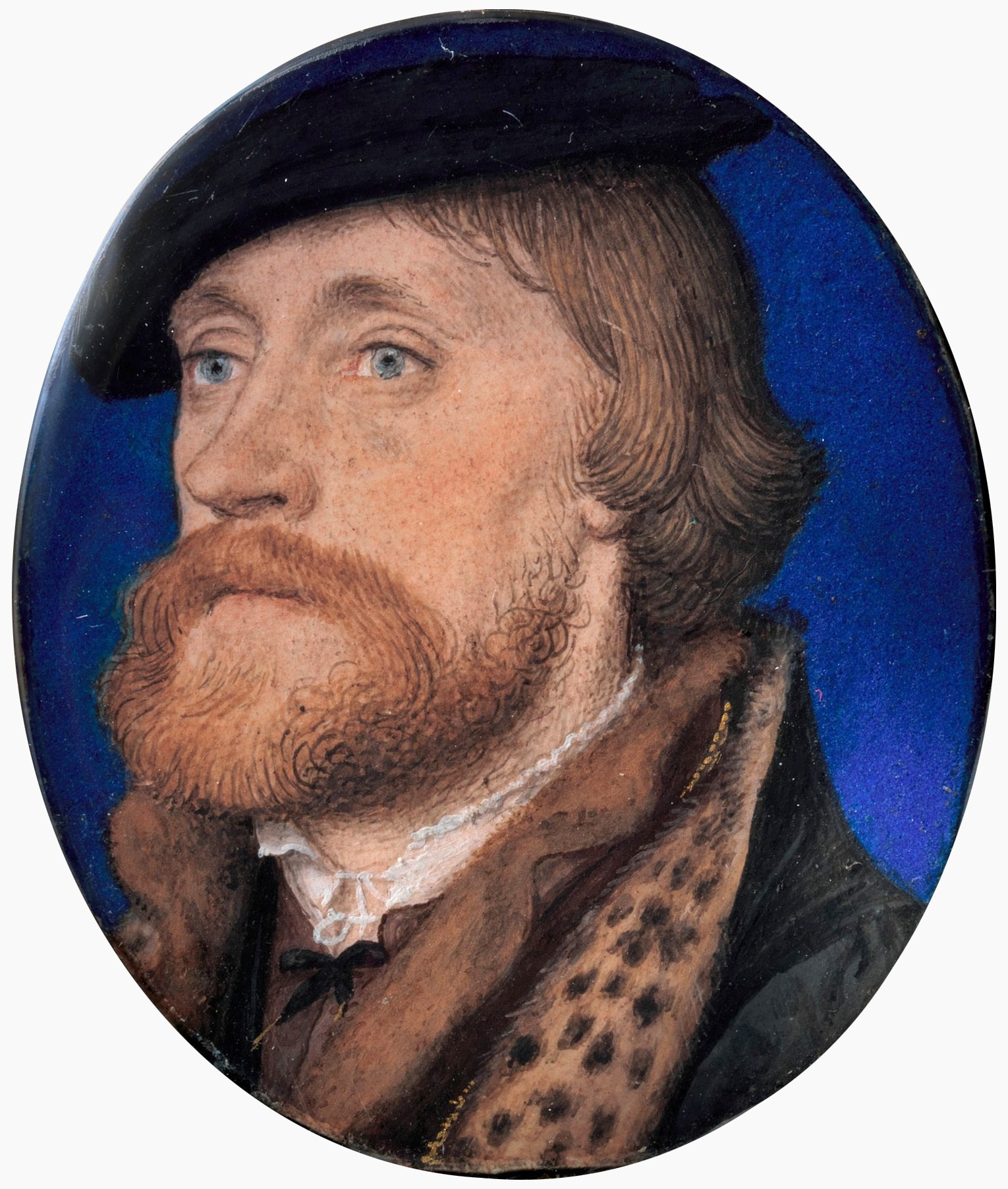
Thomas Wriothesley par Hans Holbein le Jeune.

Le titre de comte de Southampton (Earl of Southampton en anglais) a été créé à trois reprises dans la pairie d'Angleterre.

## Première création (1537)
La première création est réalisée en faveur du courtisan William FitzWilliam en 1537. Il meurt cinq ans plus tard sans laisser d'enfants et le titre s'éteint avec lui.
- 1537-1542 : William FitzWilliam (vers 1490-1542)

## Deuxième création (1547)
La deuxième création est réalisée en faveur de l'homme politique Thomas Wriothesley en 1542. Le titre se transmet jusqu'à son arrière-petit-fils, également prénommé Thomas, qui meurt en 1667 en ne laissant que des filles. Le titre s'éteint avec lui.
- 1547-1550 : Thomas Wriothesley (1505-1550)
- 1550-1581 : Henry Wriothesley (en) (1545-1581), fils du précédent
- 1581-1624 : Henry Wriothesley (1573-1624), fils du précédent
- 1624-1667 : Thomas Wriothesley (1607-1667), fils du précédent, également comte de Chichester (en)

## Troisième création (1670)
La troisième création est réalisée en faveur de la maîtresse royale Barbara Palmer en 1670. Il s'agit alors d'un titre subsidiaire à celui de duc (ou duchesse) de Cleveland.
- cf. duc de Cleveland